# Mark Bright
Mark Abraham Bright (ur. 6 czerwca 1962) – angielski piłkarz, który występował na pozycji napastnika.